# Giovanni Comneno Vataze
Giovanni Comneno Vataze in greco Ἰωάννης Κομνηνὸς Βατάτζης?, Iōannēs Komnēnos Vatatzēs o semplicemente Giovanni Comneno o Giovanni Vataze (a volte traslitterato in Bataze) (... – Filadelfia, 16 maggio 1182) è stato un generale e funzionario bizantino, fu un'importante figura militare e politica dell'Impero bizantino durante i regni di Manuele I Comneno e Alessio II Comneno. Naque intorno al 1132, morì per cause naturali durante una ribellione da lui stesso sollevata contro Andronico I Comneno nel 1182.

## Biografia

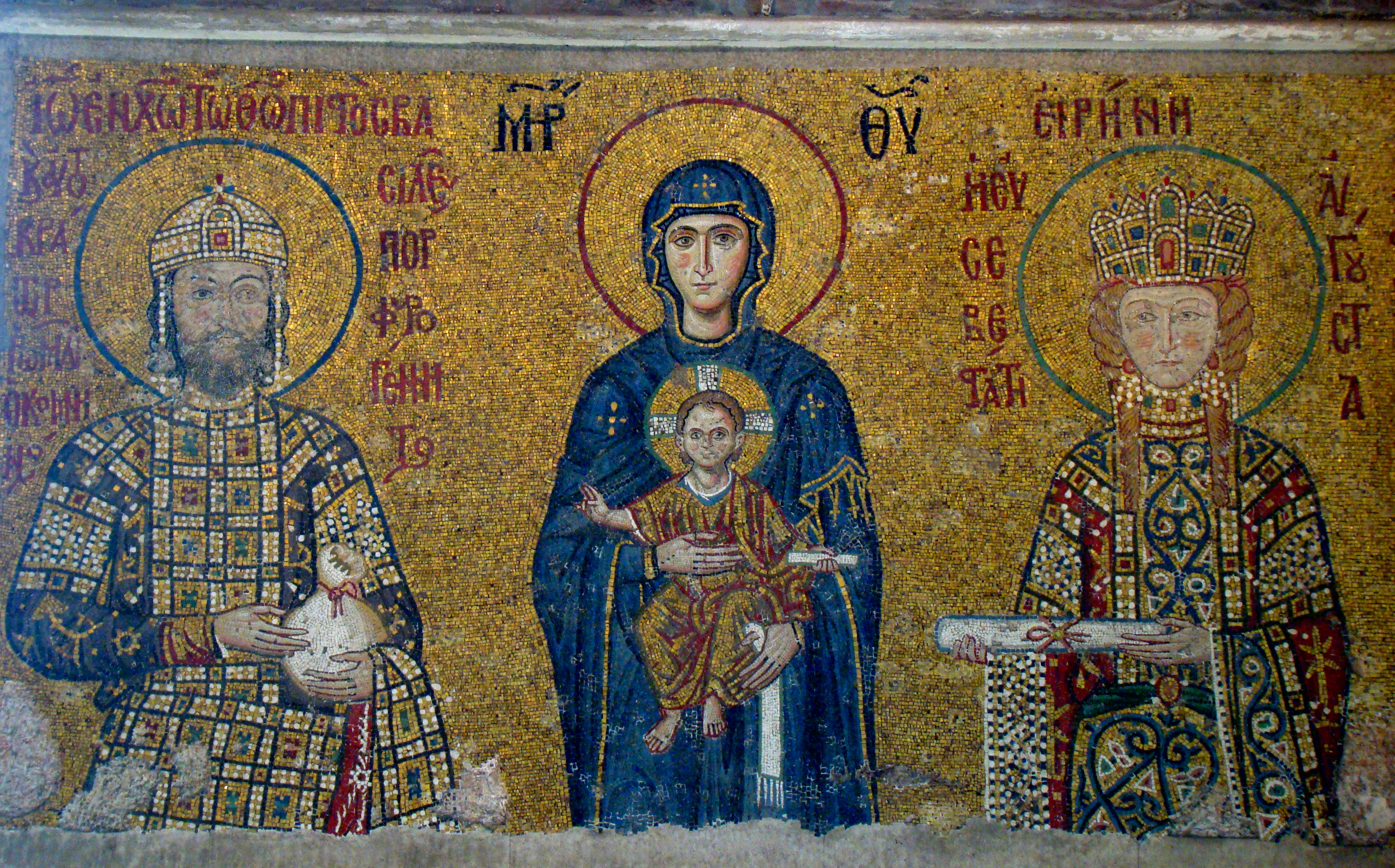
L'imperatore Giovanni II Comneno e sua moglie Eirene, nonni di Giovanni Comneno Vataze, affiancano la Vergine ed il bambino.

### Origine
Giovanni Comneno Vataze era figlio del sebastohypertatos Teodoro Vataze e della principessa porfirogenita Eudocia Comnena, figlia di dell'imperatore Giovanni II e della sua imperatrice Eirene d'Ungheria. Teodoro Vataze fu uno degli “uomini nuovi” portati alla ribalta da Giovanni II; la famiglia Vataze non era stata precedentemente annoverata tra i livelli più alti dell'aristocrazia bizantina, sebbene fosse stata a lungo di spicco nella regione intorno alla città di Adrianopoli, in Tracia.
I genitori di Giovanni si sposarono nel 1131 e lui nacque poco dopo, probabilmente nel 1132 circa. Giovanni aveva un fratello, Andronico, che fu anch'egli un importante generale: nel 1176 guidò un esercito contro la città di Amaseia e fu ucciso dai Turchi Selgiuchidi, che poco dopo esibirono la sua testa mozzata durante la battaglia di Miriocefalo. Aveva un altro fratello, di nome Alessio. La moglie di Giovanni si chiamava Maria Ducaina e avevano due figli, Alessio e Manuele. Quest'ultimo prese il nome dallo zio di Giovanni, l'imperatore Manuele, al quale Giovanni era molto devoto, al punto da tollerare una relazione amorosa tra l'imperatore e sua sorella Teodora.

### Carriera militare durante il regno di Manuele I
Giovanni Comneno Vataze entra nelle fonti contemporanee come generale anziano negli anni Settanta del XI secolo; è certo che abbia ricoperto incarichi militari minori prima di essere nominato all'alto comando, ma non sono sopravvissuti documenti sulle sue attività. Senza dubbio ha avuto un apprendistato militare sotto il padre Teodoro, anch'egli un importante generale, che ha intrapreso l'assedio di Zemun alla frontiera ungherese nel 1151 e ha catturato la città di Tarso in Cilicia nel 1158.
Nel 1176 l'imperatore Manuele Comneno tentò di distruggere il sultanato selgiuchide di Rûm, ma fu sconfitto a Miriocefalo. Dopo una tregua che permise all'esercito bizantino di ritirarsi dal territorio selgichide, Manuele però non attuò tutte le condizioni, in particolare la distruzione delle fortezze di confine, richieste dal sultano selgiuchide Qilij Arslan II come prerequisito per la cessazione delle ostilità. La fortezza di Soublaion fu rasa al suolo, ma non quella più importante di Dorylaion. Il sultano reagì inviando un consistente esercito di cavalleria selgiuchide, composto da circa 24 000 uomini, per devastare il territorio bizantino nella Valle del Meandro, nell'Anatolia occidentale. A Giovanni Comneno Vataze fu affidato il comando di un esercito bizantino e partì da Costantinopoli con l'incarico di intercettare i predoni selgiuchidi. A Vataze furono affidati Costantino Ducas e Michele Aspiete come luogotenenti, e fu in grado di rinforzare il suo esercito attraverso il reclutamento locale mentre si muoveva attraverso il territorio bizantino.
Vataze intercettò l'esercito selgiuchide mentre rientrava in territorio turco carico del bottino delle città bizantine saccheggiate. Schierò il suo esercito per creare una classica imboscata, che scattò quando i turchi stavano per attraversare il fiume Meandro, vicino agli insediamenti di Hyelion e Leimocheir. L'esercito selgiuchide era quasi impotente a difendersi e fu distrutto; lo storico bizantino Niceta Coniata affermò che solo poche persone su molte migliaia si salvarono. Il comandante selgiuchide, che deteneva il titolo di “Atabeg”, fu ucciso mentre cercava di uscire dalla trappola. La battaglia fu una vittoria significativa per i Bizantini e sottolineò quanto limitati fossero gli effetti immediati della sconfitta bizantina a Miriocefalo sulla presa dell'impero sui suoi domini anatolici. La vittoria bizantina fu seguita da spedizioni punitive contro i nomadi turcomanni stanziati nell'alta valle del Meandro.

### Alessio II e la ribellione
Quando Vataze viene nuovamente citato nelle fonti, nel 1182, ricopre una carica molto alta: è sia megas domestikos, il comandante in capo dell'esercito bizantino, sia governatore dell'importante Thema (provincia) della Thrake. La città di Adrianopoli era sia la sede del governo della Tracia che il centro dei possedimenti terrieri della famiglia Vataze, e Giovanni è ricordato per avervi costruito degli ottimi ospizi e ospedali.
Alla morte dell'imperatore Manuele I, nel 1180, la successione toccò al figlio Alessio II Comneno. Essendo Alessio un bambino, il potere passò alla madre, l'imperatrice reggente Maria di Antiochia. Il suo governo si rivelò impopolare, soprattutto presso l'aristocrazia che mal sopportava le sue origini latine (occidentali). Quando il cugino di Manuele, Andronico Comneno (Andronico I), tentò la presa del potere all'inizio del 1182, scrisse a Giovanni Vataze nel tentativo di corromperlo. Vataze riconobbe in Andronico un potenziale tiranno e gli rispose insultandolo. Il cugino di Vataze, Andronico Contostefano, comandante della marina, fu tuttavia ingannato e giocò un ruolo chiave nel permettere alle forze di Andronico di entrare a Costantinopoli. Una volta al potere, Andronico Comneno dimostrò di avere una natura tirannica e un desiderio impellente di spezzare il potere e l'influenza delle famiglie aristocratiche bizantine.
All'epoca, Vataze risulta risiedere nei pressi di Filadelfia, nell'Anatolia occidentale; presumibilmente era stato destituito dai suoi incarichi. In quanto membro della famiglia imperiale e generale rispettato e di successo, non ebbe difficoltà a raccogliere un esercito consistente quando si ribellò apertamente al nuovo regime. Vataze accusò Andronico di essere un “avversario demoniaco” che era “intenzionato a sterminare la famiglia imperiale”. La seconda accusa, almeno, era una valutazione accurata.
Andronico I inviò il generale Andronico Laparda (o Lapardas) contro Vataze con una grande armata. Vataze, che si era gravemente ammalato, si scontrò con l'esercito di Lamparda nei pressi di Filadelfia. Prima istruì i figli Manuele e Alessio su come schierare l'esercito, poi si fece portare su una collina dove poté osservare la battaglia da una lettiga. Le forze di Vataze furono vittoriose e le truppe di Lamparda, in rotta, furono inseguite per un certo tratto. Tuttavia, pochi giorni dopo, il 16 maggio 1182, Vataze morì. Senza la sua guida, la ribellione si disgregò rapidamente e i figli di Vataze fuggirono sotto la protezione del sultano selgiuchide. Nel tentativo di raggiungere la Sicilia via mare, naufragarono sulle coste di Creta e furono fatti prigionieri. Andronico considerò la morte di Vataze come una provvidenza divina e lo incoraggiò a dichiararsi co-imperatore insieme ad Alessio.

## Eredità
Giovanni Comneno Vataze è una delle poche figure il cui carattere è descritto con assoluta ammirazione nelle opere dello storico bizantino Niceta Coniata.

### Fonti primarie
- (EN) Niceta Coniata, O city of Byzantium, Annals of Niketas Choniates, traduzione di Harry J. Magoulias, Detroit, Wayne State university press, 1984, ISBN 0-8143-1764-2.
- (EN) Giovanni Cinnamo, The Deeds of John and Manuel Comnenus, traduzione di Charles M. Brand, New York, Columbia University press, 1976, ISBN 0231 040806.

### Fonti secondarie
- (EN) Michael Angold, The Byzantine Empire, 1025–1204: A Political History (Second Edition), 1997, Longman, ISBN 0-582-29468-1.
- (EN) John W. Birkenmeier, The development of the Komnenian army : 1081-1180, Brill, 2002, ISBN 90-04-11710-5, OCLC 49354702.
- (EN) Paul Magdalino, The Empire of Manuel I Komnenos, 1143–1180, Cambridge, Cambridge University Press, 2002  [1993], ISBN 0-521-52653-1.
- (EL) Konstantinos Varzos, Η Γενεαλογία των Κομνηνών (PDF), Vol. 2, Salonicco, Κέντρο Βυζαντινών Ερευνών (Centro per la ricerca Bizantina), 1984, OCLC 834784665. URL consultato il 12 maggio 2022 (archiviato dall'url originale il 25 febbraio 2021).